# メル・ストットルマイヤー・ジュニア
メルビン・レオン・ストットルマイヤー・ジュニア（Melvin Leon Stottlemyre Jr., 1963年12月28日 - ）は、アメリカ合衆国ワシントン州ベントン郡プロッサー出身の元プロ野球選手（投手）、野球指導者。右投右打。

## 経歴
1982年のMLBドラフト28巡目（全体700位）でシアトル・マリナーズから指名されたが、この時は入団せず。
1985年1月のMLB二次ドラフト1巡目（全体3位）でヒューストン・アストロズから指名され、プロ入り。カンザスシティ・ロイヤルズへ移籍後の1990年7月17日メジャーデビューも、メジャーでのプレーはこの年だけに終わり、引退した。
引退後は母校のネバダ大学ラスベガス校のコーチを務めた後、2002年にアリゾナ・ダイヤモンドバックス傘下のA-級ヤキマ・ベアーズの投手コーチとなった。マイナー各球団で投手コーチを務め、2009年5月にはダイヤモンドバックスの投手コーチに就任した（2010年まで）。2011年から3年間はダイヤモンドバックス傘下のマイナーの投手コーディネイターとして指導にあたり、2014年から2年間はダイヤモンドバックスのブルペンコーチを務めた。
2016年から3年間はマリナーズの投手コーチを務め、2019年シーズンからはマイアミ・マーリンズの投手コーチに就任する。

## 家族
- 父のメルは投手であり、1964年から1974年までニューヨーク・ヤンキース一筋にプレーして通算164勝を挙げている。引退後は4球団（ニューヨーク・メッツ、ヒューストン・アストロズ、ヤンキース、マリナーズ）で投手コーチを務めた。

- 弟のトッドは、1988年から2002年までトロント・ブルージェイズなどメジャー5球団でプレーしている。さらに通算138勝を挙げており、史上唯一の親子での100勝投手となっている[4]。

## 詳細情報

### 年度別投手成績
| 年 度    | 球 団    | 登 板 | 先 発 | 完 投 | 完 封 | 無 四 球 | 勝 利 | 敗 戦 | セ 丨 ブ | ホ 丨 ル ド | 勝 率 | 打 者 | 投 球 回 | 被 安 打 | 被 本 塁 打 | 与 四 球 | 敬 遠 | 与 死 球 | 奪 三 振 | 暴 投 | ボ 丨 ク | 失 点 | 自 責 点 | 防 御 率 | W H I P |
| -------- | -------- | ----- | ----- | ----- | ----- | -------- | ----- | ----- | -------- | ----------- | ----- | ----- | -------- | -------- | ----------- | -------- | ----- | -------- | -------- | ----- | -------- | ----- | -------- | -------- | ------- |
| 1990     | KC       | 13    | 2     | 0     | 0     | 0        | 0     | 1     | 0        | --          | .000  | 138   | 31.1     | 35       | 3           | 12       | 1     | 0        | 14       | 0     | 0        | 18    | 17       | 4.88     | 1.50    |
| MLB：1年 | MLB：1年 | 13    | 2     | 0     | 0     | 0        | 0     | 1     | 0        | --          | .000  | 138   | 31.1     | 35       | 3           | 12       | 1     | 0        | 14       | 0     | 0        | 18    | 17       | 4.88     | 1.50    |

### 年度別守備成績
| 年 度 | 球 団 | 投手（P） | 投手（P） | 投手（P） | 投手（P） | 投手（P） | 投手（P） |
| 年 度 | 球 団 | 試 合     | 刺 殺     | 補 殺     | 失 策     | 併 殺     | 守 備 率  |
| ----- | ----- | --------- | --------- | --------- | --------- | --------- | --------- |
| 1990  | KC    | 13        | 1         | 5         | 0         | 0         | 1.000     |
| MLB   | MLB   | 13        | 1         | 5         | 0         | 0         | 1.000     |

### 背番号
- 52（1990年）
- 30（2009年 - 2010年、2016年 - ）
- 34（2014年 - 2015年）